# Церковь Петра и Павла (Рига)
В Риге существуют и другие церкви Святого Петра и Святого Павла.
Церковь Петра и Павла (Петро-Павловский собор) — православный храм в Риге, построенный в 1781—1786 годах в стиле раннего классицизма. Находится в центральной части города, в бывшей Цитадели. Это старейшее в городе здание православной церкви, дошедшее до наших дней. С 1850 по 1877 год храм был кафедральным собором Рижской епархии Русской православной церкви. Ныне занят концертным залом, дважды в месяц совершаются молебны. 

## История
Первая церковь на этом месте появилась в конце XVII века, она была деревянной и предназначалась для солдат шведского гарнизона. На месте обветшалой деревянной церкви в 1726 году по распоряжению Аникиты Ивановича Репнина было начато строительство новой каменной церкви, которая уже предназначалась для православных жителей города. В 1728 году было готово каменное здание с деревянной башней.
В 1781 году было принято решение о строительстве нового храма, работами по сооружению культового здания руководил архитектор Зигмунд Зеге фон Лауренбах. В качестве архитектурного прототипа мастер использовал Екатерининскую церковь в Пернове, которая была спроектирована русским архитектором Петром Егоровым. В строительстве церкви принимал участие главный городской строительный мастер Кристоф Хаберланд, создавший ряд архитектурных деталей для православного храма. Для церкви была избрана крестообразная планировка, типичная для сакральных сооружений. К церкви была пристроена башня, разделённая на несколько этажей разной высоты. Пристроенная башня была увенчана центральным куполом, к которому прикрепили небольшой фонарь. В архитектурном плане построенная церковь представляет собой образец оригинального слияния ряда архитектурных стилей. Примыкая к небольшой площади при Цитадели, Петропавловская церковь представляет собой выразительный вертикальный городской акцент.
В этой церкви 40 дней находилось тело Михаила Барклая-де-Толли, который скончался в 1818 году на мызе Штицлитцен в Восточной Пруссии, однако его тело было отвезено в Лифляндию для захоронения в родовом имении Барклаев-де-Толли — Бекхофе (в 1,5 километрах от населённого пункта Йыгевесте на территории современной Эстонии).  Петропавловскую церковь посещал Николай Карамзин, останавливавшийся в Риге на день, а также Василий Львович Пушкин, благо единственный на то время православный рижский храм располагался недалеко от гостиницы «Санкт-Петербург», в которой останавливались путешественники.
В 1987 году здание церкви было реставрировано под руководством архитектора Майи-Элизабеты Августовны Менгеле. В ходе работ церковь была приспособлена под нужды концертного зала «Ave Sol» на 300 зрителей. Здесь проходили концерты классической и джазовой музыки. С 2012 года здесь также вновь проводятся богослужения. Параллельно проходят концерты хоров и светские мероприятия.